# Даки

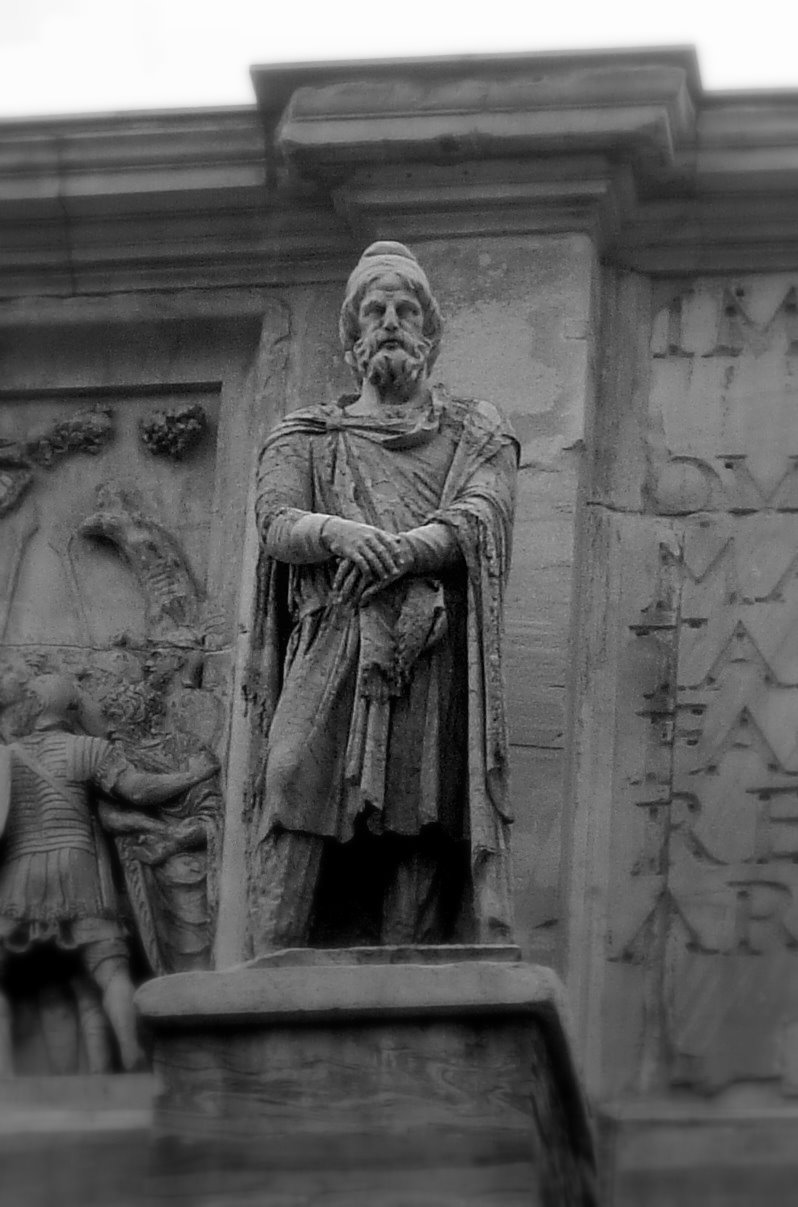
Мраморная статуя дакийского воина, которая увенчивает Триумфальную арку императора Константина в Риме

Даки (лат. Daci) — группа фракийских племён. Центральная область расселения даков располагалась севернее нижнего течения Дуная (на территории современной Румынии и Молдавии).
Даки были известны древним грекам с V века до н. э, и хорошо описаны благодаря их войнам с римлянами.
Область проживания даков включала в себя, в основном, территории современных стран Румынии, Восточной Сербии, Северной Болгарии, Словакии, Венгрии и Южной Польши. Южная граница Дакии примерно проходила по Дунаю (в римских источниках — Данубиус, в греческих — Истрос), а в годы расцвета Дакийского царства — Балканским горам. Мёзия (Добруджа), область к югу от Дуная, была одной из основных областей, где жили геты, которые контактировали там с древними греками. На востоке область была ограничена Чёрным морем и рекой Днестр (в греческих источниках — Тирас). Однако несколько дакийских поселений зафиксировано в междуречье Днестра и Южного Буга, а также Тисы на западе.
Независимое государство даков существовало с 82 года до н. э. до римского завоевания в 106 году н. э., хоть его территория и постоянно изменялась. Столица Дакийского царства, Сармизегетуза, которая сегодня расположена на территории современной Румынии, была разрушена римлянами, но её имя было добавлено к имени нового города Ульпия Траяна Сармизегетуза, который был построен уже в качестве столицы римской провинции Дакия.
Некоторое время Дакийское царство включало в себя территории между Тисой и Средним Дунаем. В середине Дакии были расположены Карпатские горы. Таким образом, Дакия занимала территорию современных Румынии и Молдавии, а также частично Болгарии, Сербии, Венгрии и Украины.

## Название и происхождение
Согласно Страбону, даки изначально называли себя Daoi. Гесихий Александрийский (Hesychius) писал, что daos — фригийское название волка. Геродот в своей «Истории» впервые использовал по отношению к дакам этноним геты. В трудах Юлия Цезаря и Плиния Старшего народ известен как «даки». Геты и даки были взаимозаменяемыми терминами или использовались греками с некоторой путаницей. Латинские поэты часто использовали название «геты». В 113 году нашей эры Адриан использовал поэтический термин «геты» для даков. Современные историки предпочитают использовать название «гето-даки». Страбон описывает гетов и даков как отдельные, но родственные племена. Это различие относится к оккупированным ими регионам. Страбон и Плиний Старший также заявляют, что геты и даки говорили на одном языке.
Мирча Элиаде предлагает три гипотезы происхождения этнического имени даков от слова, обозначавшего волка:
1. благодаря отваге и свирепости юношей во время прохождения воинского обряда инициации их ритуальный эпитет — волки — был перенесён на всё племя;
2. ритуальное имя пришлых завоевателей, сформировавших воинскую аристократию, было принято местными жителями;
3. основана на шаманской практике — возможности ритуального превращения в волка.

Следует отметить, что вторая гипотеза находит развитие в версии проникновения в северное Причерноморье, а затем далее на запад на территорию Трансильвании, части кочевых сарматских племён, ранее входивших в известный историкам племенной союз дахов. Что хорошо соотносится по времени с появлением к северу от Дуная других сарматских групп, в частности, также известных со времён античности языгов. В таком случае механизм возникновения этноса «даки» оказывается сходным с тем, по которому в эпоху раннего средневековья сформировался этнос болгар.

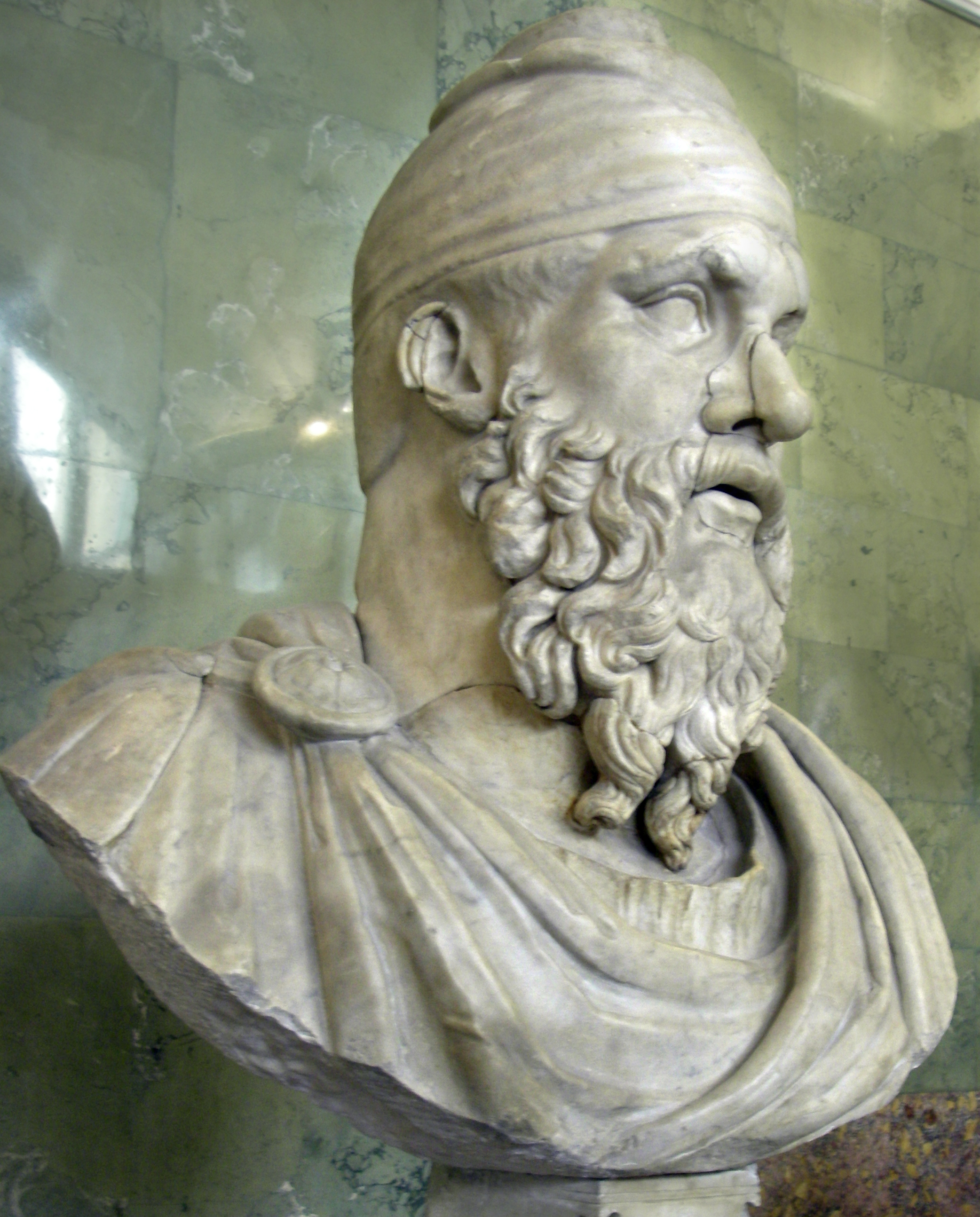
Голова дака, фрагмент монументальной статуи пленника с форума Траяна в Риме (Эрмитаж)

## История и культура
В латенском периоде в Трансильвании расцвела богатая культура, отчасти основанная на кочевой скотоводческой культуре скифов Северного Причерноморья, но также обязанная своим происхождением сильному и длительному воздействию кельтов, миграции которых охватили обширные пространства в IV и III в. до н. э. Земли были пригодны как для земледелия, так и для скотоводства, здесь хорошо рос виноград, а горы изобиловали минералами. Изготовленные местными ремесленниками золотые украшения и железные инструменты свидетельствуют об их высоком мастерстве. Кроме того, здесь, как показывают многочисленные находки монет, происходил интенсивный обмен товарами с греческими колониями побережья Чёрного моря. Впоследствии дакийские вожди возвели на отрогах Карпат мощные крепости (они были детально исследованы румынскими археологами) и сосредоточили в своих руках значительные богатства, облагая данью и повинностями местное земледельческое население.

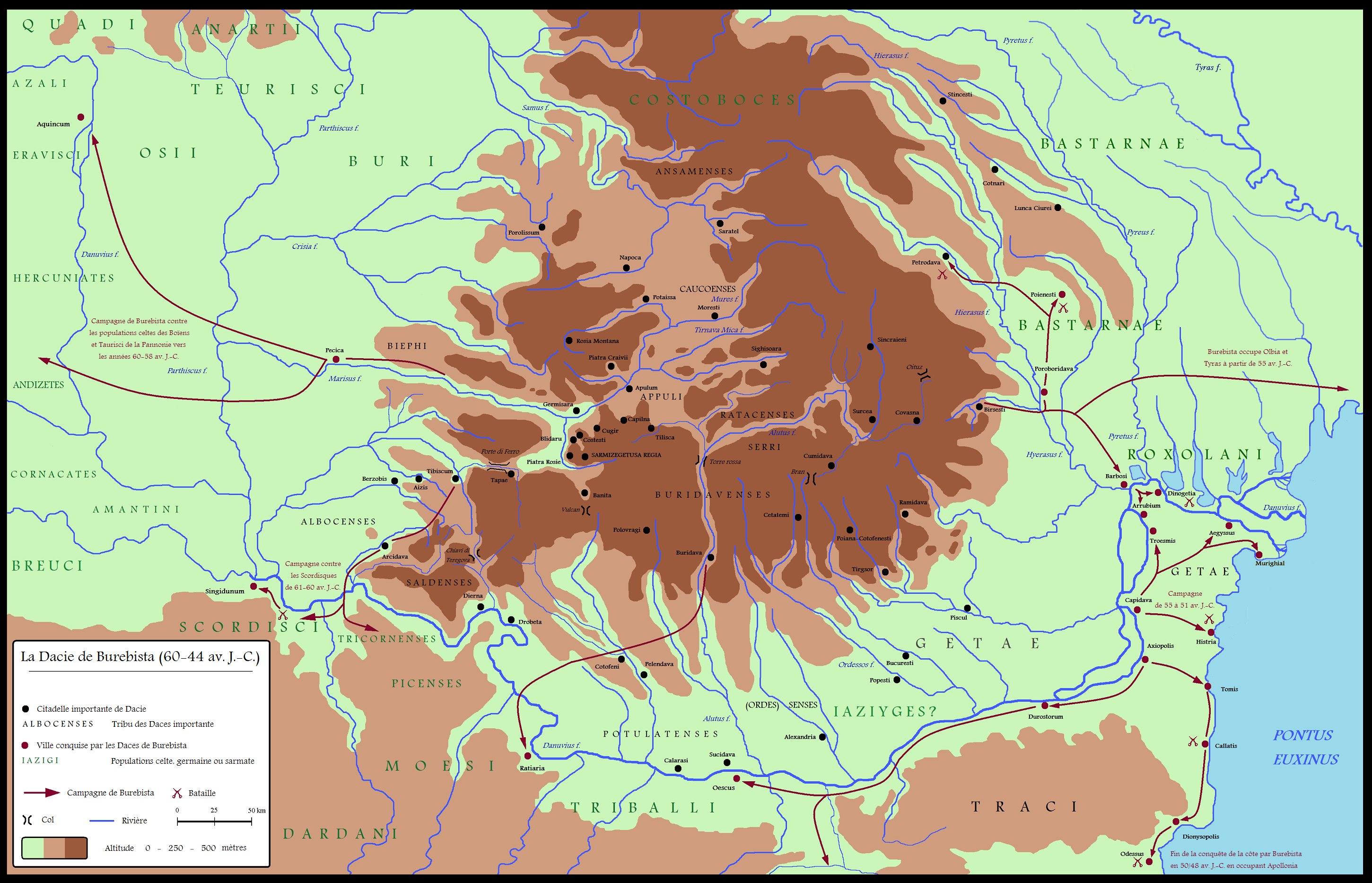
Города и крепости Дакии времён правления Буребисты, его военные кампании и известные сражения

Около 60 года до н. э. (по утверждению Иордана, это произошло около 82 г. до н. э.) несколько племён объединились под властью Буребисты, который распространил своё господство на большую территорию, нападал на кельтов, живших в Паннонии к западу от Дуная (бойев и таврисков), и угрожал греческим колониям. В 48 г. до н. э., после всех походов, царство Буребисты простиралось от Среднего Дуная (на западе) до западного побережья Чёрного моря между Ольвией и Аполлонией (на востоке) и от Северных Карпат до Балканских гор. Согласно Страбону[6], дакийский царь мог выставить армию, насчитывавшую 200 тыс. воинов. Располагая подобной силой, Буребиста вмешался в Гражданскую войну между Гнеем Помпеем и Юлием Цезарем. Последний в 44 году до н. э., незадолго до своей смерти, планировал экспедицию в Дакию, но вскоре после этого Буребиста был убит во время мятежа, и Дакия распались на четыре или пять отдельных образований.

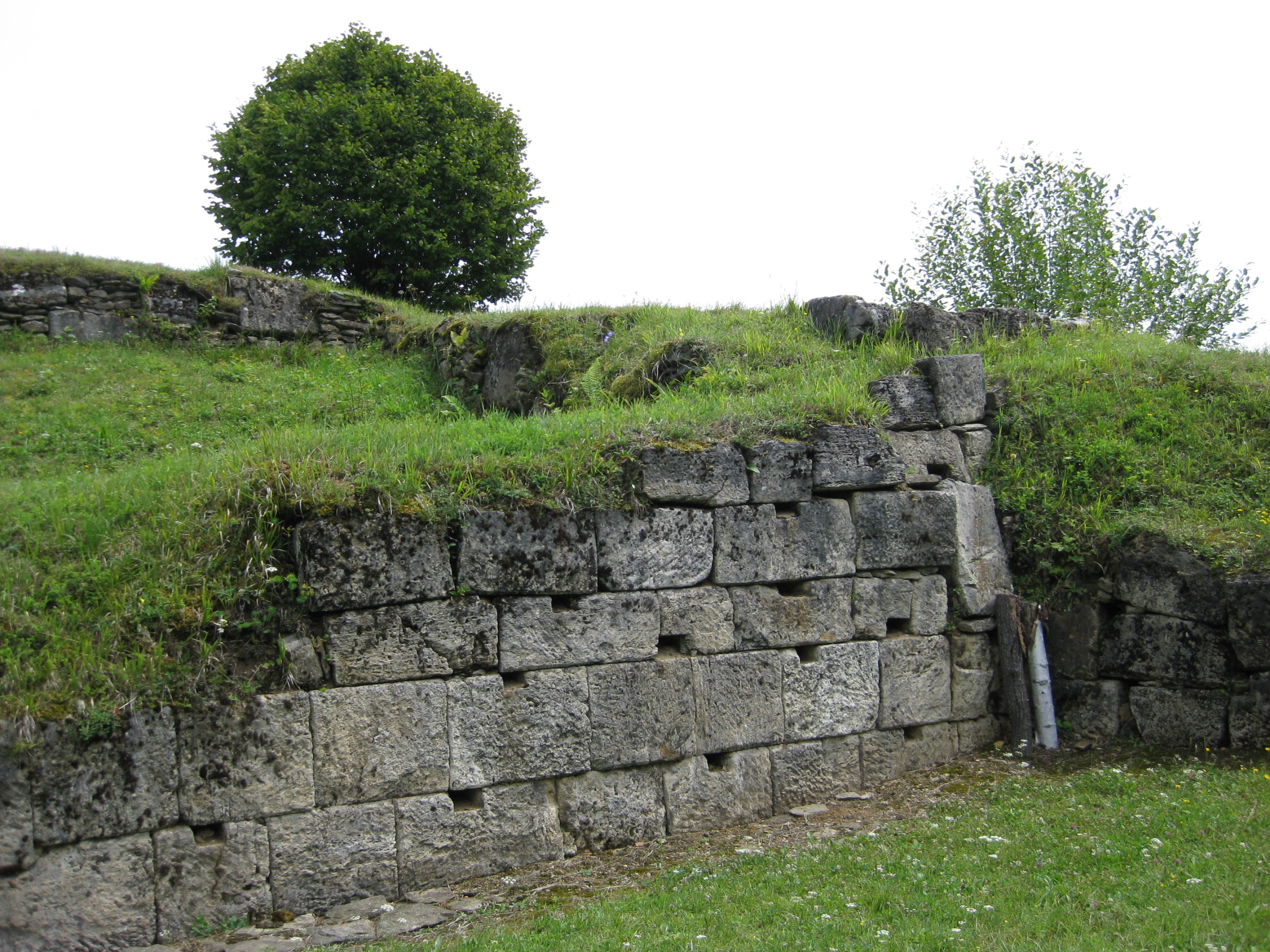
Стены крепости Блидару (жудец Хунедоара, Румыния, которая была построена в эпоху Буребисты

Октавиан Август, сделавший Дунай границей Римской империи, заставил даков признать римское верховенство, но императоры, правившие после него, были не в состоянии реально контролировать область по ту сторону реки. Даки превратились в серьёзную проблему, когда они вновь объединились под властью деятельного царя Децебала. После кампаний, имевших переменчивый успех, император Домициан (правил в 81-96 годах н. э.) удовлетворился заключением мира с Децебалом. Император Траян (правил в 98-117) аннулировал мирный договор и вторгся в Дакию. В результате двух кровопролитных войн (101—102 и 105—106) он превратил её в римскую провинцию (эти войны увековечены в изображениях на колонне Траяна в Риме), а последний царь Дакии Децебал покончил с собой. Около 500 тысяч даков были проданы в рабство.
Римская Дакия занимала окружённые Карпатами равнинные области, но была уязвима для вторжений с севера и северо-востока через карпатские перевалы. Жившая под римским господством часть даков постепенно романизировалась, тогда как «свободные даки» — Великие даки (Daci Magni), карпы (народ) и костобоки (если считать их дакским племенем) — отступили в горы. Движение племён в Центральной Европе, кульминацией которых явились начатые римским императором Марком Аврелием (161—180) войны против германского племени маркоманов отразились и на Дакии. Хаос, воцарившийся в Римской империи в середине III в. н. э., эта римская провинция не пережила. Император Аврелиан в 271 году эвакуировал римских колонистов на правый берег Дуная в средние части провинции Мёзии, где вскоре была образована провинция Дакия Аврелиана (лат. Dacia Aureliana); император Диоклетиан в 285 году из Дакии Аврелианы образовал две новые провинции: Dacia ripensis («Прибрежная Дакия») и Dacia mediterranea («Дакия Внутренняя»).
Когда Траян присоединил Дакию, он переселил сюда новых жителей из многих других областей Римской империи, заселив ими, в частности, города Сармизегетуза и Апулум. Впоследствии здесь были заложены и другие города, так что Дакия следовала обычным образцам высокоразвитой имперской цивилизации.

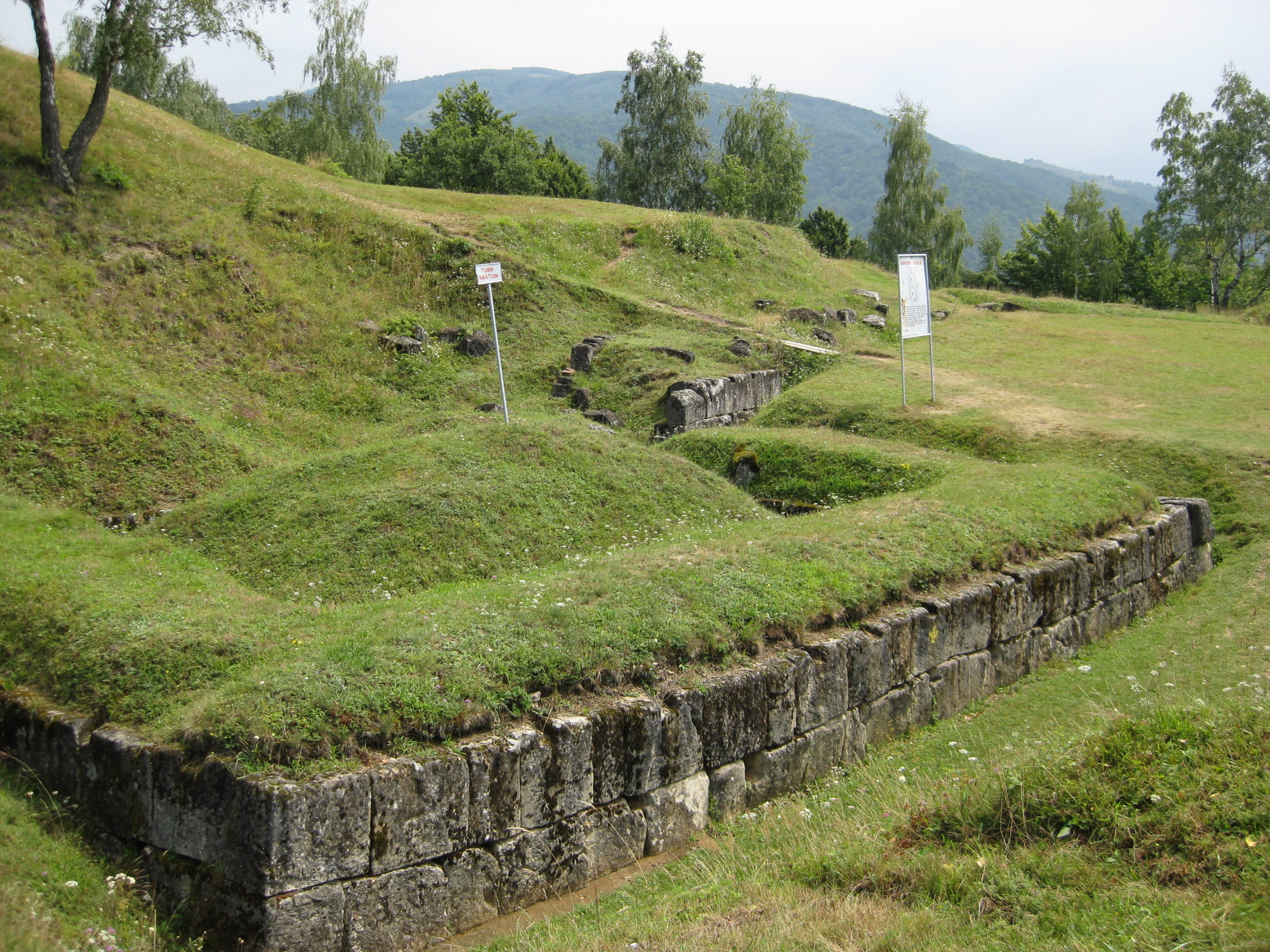
Стены крепости в Костешти (жудец Хунедоара, Румыния)

### Поселения и крепости
Многое указывает на то, что на территории Дакии существовало множество поселений сельского типа, однако число поселений, исследованных в ходе систематических раскопок, незначительно. По внешнему виду они напоминали поселения предыдущих веков и представляли собой маленькие деревушки с несколькими дворами и хозяйственными постройками. Эти поселения располагались по течению рек, на естественных террасах, в местах, не подвергавшихся затоплению.
Археологические исследования главным образом были сосредоточены в местностях, где находились укреплённые посёлки и крепости. Такие селения и крепости располагались на возвышенных местах (на холмах, высоких террасах, вершинах гор), откуда можно было наблюдать за ведущими из других областей дорогами. Укреплениями служили обычно земляные валы и
деревянные стены, а после упрочения Дакийского царства в правление Буребисты появились оборонительные пояса стен и
четырёхгранные бастионы из тёсаного камня, которые возводили мастера из западнопонтийских городов, придерживаясь греческой технологии строительства. Остатки подобных укреплений были найдены вокруг дакийской столицы. На периферии (Батка-Доам-ней, Четэцени, Дивич) стены возводились из нетёсаного камня, но и здесь очевидно стремление повторить великолепные столичные сооружения.
Люди в укреплённых посёлках селились в основном во внутренних дворах, но нередко и за стенами укреплений. Дома по внешнему виду напоминали сельские, однако появлялись и более внушительные сооружения (мастерские ремесленников, святилища и др.). Укреплённые поселения выполняли экономические, административные, военные и религиозные функции (обозначаемые термином dava), сходные с функциями кельтских oppida, хотя внешне они заметно различались. Крепости имели прежде всего военное назначение (они занимали небольшую площадь, и в них находились постоянные гарнизоны), но не только. Они выполняли и религиозную функцию (в некоторых из них были обнаружены святилища). Обе категории фортификаций отличались от тех, что возводились в местностях, населённых кельтами. Скорее всего, тип укрепления зависел от личности правителя. Доказательством служит факт, что после завоевания Дакии и смерти последнего дакийского царя Децебала подобные крепости полностью прекратили своё существование, несмотря на то что не все области, где обнаружены такие сооружения, были включены в границы римской провинции. Такова, например, судьба укреплённых поселений в области Марамуреш на правом берегу Тисы. Уничтожение дакийской аристократии привело к разрушению структур, обеспечивавших функционирование укреплений в период существования царства.
Самые впечатляющие фортификационные сооружения были обнаружены вокруг столицы Дакии. Их начали строить в правление Буребисты, в дальнейшем они постоянно модифицировались. Религиозный центр даков, скорее всего священная гора Когайонон, упоминаемая Страбоном, где впоследствии, возможно в правление Декенея, выросла Сармизегетуза-Регия, находился на высоте 1000 м над уровнем моря. Все подступы к этому центру преграждали крепости с каменными укреплениями (Костешты-Четэцуе, Костешты-Блидару, Пьятра-Рошие, Вырфул-луй-Хулпе и др.). Недалеко от священного места возникло большое поселение с постройками на искусственных террасах, обнесенных каменными стенами. Вода подавалась по специально проложенным водопроводам. Сармизегетуза-Регия внешним видом напоминала средиземноморский город. Некоторые историки даже сравнивали её с Пергамом. Вблизи священной зоны находилось небольшое фортификационное сооружение, построенное накануне дако-римских войн времен Домициана. Во многих укреплённых поселениях были обнаружены ремесленные мастерские — гончарные и металлообрабатывающие. Работа в них кипела, что подтверждается многочисленными предметами, найденными во время раскопок на месте этих поселений. Речь идёт прежде всего о керамических изделиях. Характерная для даков утварь представляла собой сосуды, украшенные ячеистым орнаментом (использовались для приготовления пищи), так называемые фруктовницы (миски на высокой ножке), и плошки в форме чашек. Даки делали и расписную керамику, которая формой и орнаментом отличалась от аналогичных предметов, произведённых в областях, населённых кельтами. В поселениях вокруг Сармизегетузы изготовляли сосуды, украшенные рисунками с изображениями животных, а также растительным и геометрическим орнаментом. Эти сосуды археологи относят к так называемой придворной керамике.

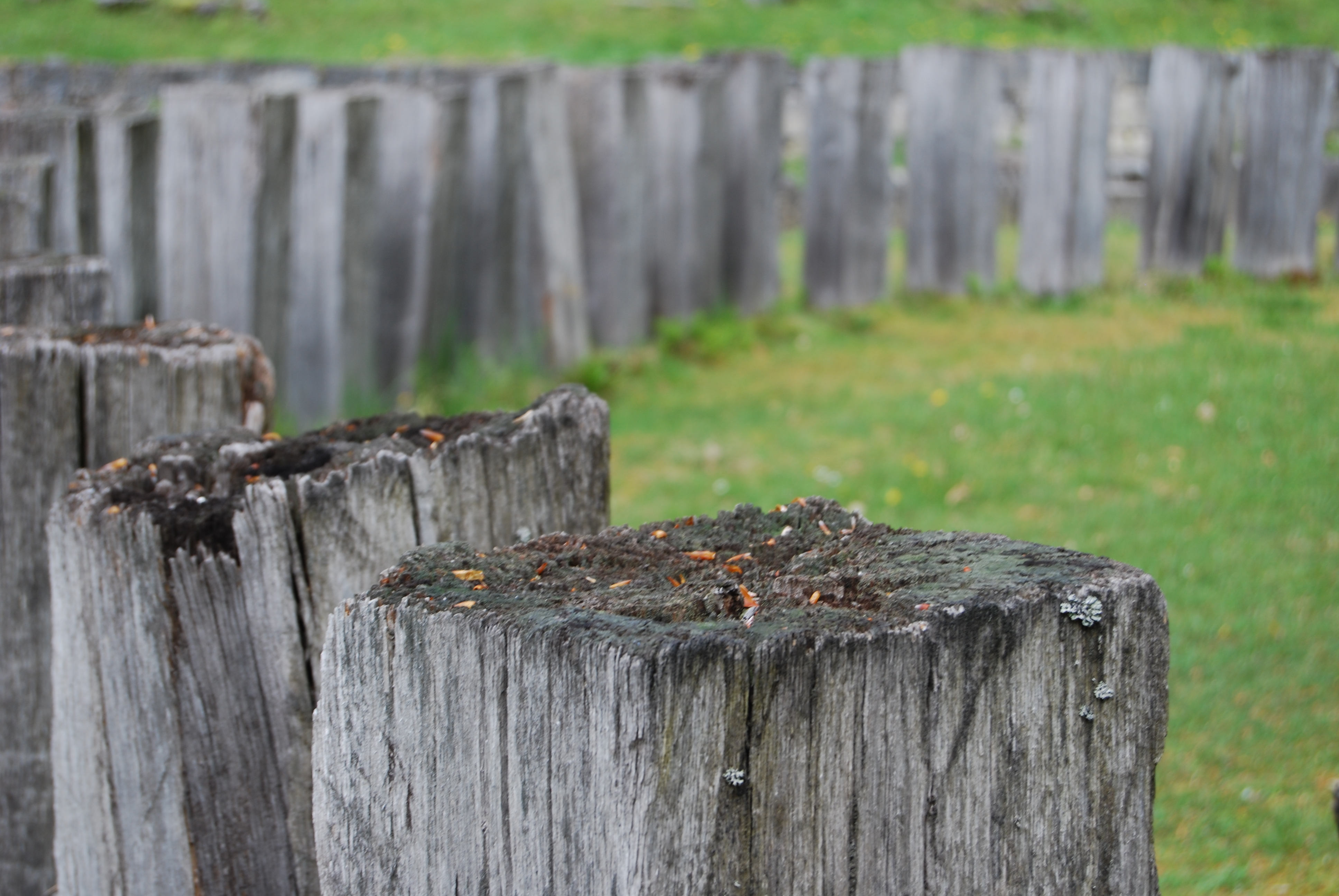
Деревянные столбы святилища в Сармизегетузе

### Святилища и места отправления культа у даков
Самые древние святилища представляли собой прямоугольные деревянные сооружения (размеры которых намного превышали обычные
постройки гражданского назначения) с помещением в форме апсиды, ориентированной на северо-запад. Реформа, проведённая Декенеем, навязала «официальную» религию, результатом чего явилось появление новых святилищ. Как в священной области Сармизегетузы, так и в ряде поселений и крепостей были обнаружены круглые и четырёхугольные святилища. Вокруг святилищ круглой формы находились каменные или деревянные площадки, внутри которых располагалось четырёхстороннее помещение и апсида, ориентированная на северо-запад. Четырёхгранники поддерживались колоннами, опиравшимися на тамбуры из известняка или андезита, а сами сооружения напоминали храмы Средиземноморья.
В землях, населённых даками, обнаружен ряд священных мест, говорящих о своеобразии «народных» верований и обрядов. Так, например, в Концешти, на берегу озера, вероятно в священной роще, находилась площадка, на которой сжигались домашние животные. Большая часть найденных костей представляет собой фрагменты конечностей, что говорит об особом характере жертвоприношений.
В ряде колодцев обнаружены наслоения из ритуальных сосудов, предназначавшихся, скорее всего, водяным духам. Многочисленны и находки серебряных предметов. Как правило, речь идёт о частных тайниках, которые находились за пределами поселений в специально вырытых ямах. В них прятали украшения для одежды (застёжки, браслеты, ожерелья и др.). Имеются и случаи преднамеренной порчи изделий перед их помещением в клад. И наконец, во многих поселениях, главным образом вне карпатской зоны, отмечено совершение магических обрядов. Во время археологических раскопок найдены фигурки людей, сделанные из глины, со следами преднамеренных уколов или порчи. В некоторых местах обнаружены целые «комплекты» предметов для магических заклинаний. Нет сомнений, что это свидетельства «народных» обрядов, схожих с теми, существование которых у многих древних народов установлено этнологами. Святилища и другие места отправления культов подтверждают существование как «официальной» религии, о которой упоминают литературные источники, так и традиционных верований и обрядов.